# Pachygnatha calusa
Pachygnatha calusa är en spindelart som beskrevs av Levi 1980. Pachygnatha calusa ingår i släktet Pachygnatha och familjen käkspindlar. Inga underarter finns listade i Catalogue of Life.